# Định lý toán học

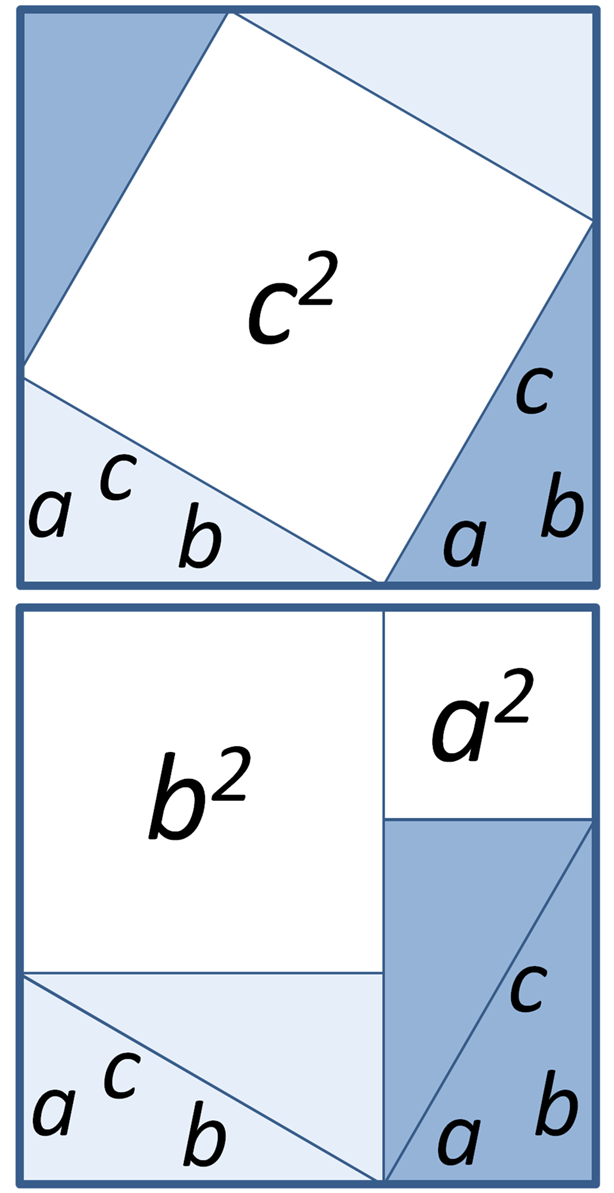
Định lý Pitago có ít nhất 370 cách chứng minh đã biết

Trong toán học và logic, một định lý là một mệnh đề phi hiển nhiên đã được chứng minh là đúng, hoặc trên cơ sở dẫn xuất từ các tiên đề hoặc được chứng minh trên cơ sở lấy từ các định lý khác. Do đó, một định lý là hệ quả logic của các tiên đề, với một chứng minh của định lý là một đối số logic thiết lập chân lý của nó thông qua các quy tắc suy luận của một hệ thống suy diễn. Kết quả là, việc chứng minh một định lý thường được hiểu là sự biện minh cho chân lý của phát biểu định lý. Trong bối cảnh yêu cầu các định lý phải được chứng minh, khái niệm của một định lý về cơ bản là suy luận, trái ngược với khái niệm của một định luật khoa học là thực nghiệm.
Nhiều định lý toán học là các tuyên bố có điều kiện, có chứng minh suy ra kết luận từ điều kiện được gọi là giả thiết. Dưới góc độ của việc giải thích bằng chứng là sự biện minh của chân lý, kết luận thường được xem như một hệ quả cần thiết của các giả thuyết. Cụ thể, kết luận đó là đúng trong trường hợp các giả thuyết là đúng - mà không cần thêm bất kỳ giả thiết nào. Tuy nhiên, điều kiện cũng có thể được giải thích khác nhau trong một số hệ thống suy diễn nhất định, tùy thuộc vào ý nghĩa được gán cho các quy tắc dẫn xuất và ký hiệu điều kiện (ví dụ, logic không cổ điển).
Mặc dù các định lý có thể được viết dưới dạng ký hiệu hoàn toàn (ví dụ như mệnh đề trong số học), chúng thường được diễn đạt không chính thức bằng ngôn ngữ tự nhiên để dễ đọc hơn. Điều này cũng đúng với các chứng minh, thường được diễn đạt dưới dạng các lập luận bình dân được tổ chức một cách logic và rõ ràng, nhằm thuyết phục người đọc về sự thật của độ đúng đắn của định lý không còn nghi ngờ gì nữa, và từ đó về nguyên tắc có thể xây dựng một chứng minh tượng trưng chính thức.
Ngoài việc dễ đọc hơn, các đối số không chính thức thường dễ kiểm tra hơn các đối số thuần túy tượng trưng — thực tế nhiều nhà toán học sẽ bày tỏ sự ưa thích đối với một phép chứng minh không chỉ chứng minh tính hợp lệ của một định lý mà còn giải thích theo một cách nào đó tại sao nó hiển nhiên đúng. Trong một số trường hợp, người ta thậm chí có thể chứng minh một định lý bằng cách sử dụng một hình vẽ minh họa phép chứng minh của nó.
Bởi vì các định lý là cốt lõi của toán học, chúng cũng là trung tâm của tính thẩm mỹ của nó. Các định lý thường được mô tả là "tầm thường", "khó", hoặc "sâu", hoặc thậm chí "đẹp". Những nhận định chủ quan này không chỉ khác nhau ở mỗi người, mà còn theo thời gian và nền văn hóa: ví dụ, khi một phép chứng minh mới được tìm ra, đơn giản hóa hoặc hiểu rõ hơn, một định lý từng được coi là khó có thể trở nên tầm thường. Mặt khác, một định lý được coi là sâu có thể được phát biểu một cách đơn giản, nhưng cách chứng minh của nó có thể liên quan đến những mối liên hệ đáng ngạc nhiên và tinh tế giữa các lĩnh vực toán học khác nhau. Định lý cuối cùng của Fermat là một ví dụ đặc biệt nổi tiếng về một định lý như vậy.

## Kết cấu
Về mặt logic, nhiều định lý có dạng một điều kiện chỉ định: Nếu A, thì B. Một định lý như vậy không khẳng định B - chỉ nói rằng B là hệ quả cần thiết của A. Trong trường hợp này, A được gọi là giả thiết của định lý ("giả thuyết" ở đây có nghĩa là một cái gì đó rất khác với một phỏng đoán), và B là kết luận của định lý. Cả hai phần này đặt cạnh nhau (không cần chứng minh) được gọi là mệnh đề hoặc phát biểu của định lý (ví dụ "Nếu A, thì B" là mệnh đề). Ngoài ra, A và B cũng có thể được gọi là tiền đề và hậu quả. Định lý "Nếu n là số tự nhiên chẵn thì n/2 là số tự nhiên" là một ví dụ điển hình trong đó giả thuyết là "n là số tự nhiên chẵn", và kết luận là "n/2 cũng là số tự nhiên".
Để một định lý được chứng minh, về nguyên tắc nó phải có thể diễn đạt được như một phát biểu chính xác về mặt hình thức. Tuy nhiên, các định lý thường được diễn đạt bằng ngôn ngữ tự nhiên chứ không phải ở dạng ký hiệu hoàn toàn - với giả định rằng một tuyên bố hình thức của định lý có thể được rút ra từ một tuyên bố phi hình thức.
Trong toán học, người ta thường chọn một số giả thuyết trong một ngôn ngữ nhất định và tuyên bố rằng lý thuyết bao gồm tất cả các phát biểu có thể chứng minh được từ các giả thuyết này. Những giả thuyết này tạo thành cơ sở nền tảng của lý thuyết và được gọi là tiên đề hay định đề. Lĩnh vực toán học được gọi là lý thuyết chứng minh nghiên cứu các ngôn ngữ hình thức, tiên đề và cấu trúc của phép chứng minh.

Một bản đồ phẳng có năm màu sao cho không có hai vùng có cùng màu gặp nhau. Nó thực sự có thể được tô màu theo cách này chỉ với bốn màu. Định lý bốn màu nói rằng việc tô màu như vậy có thể sử dụng được cho bất kỳ bản đồ phẳng nào, nhưng mọi chứng minh đã biết đều liên quan đến một tìm kiếm tính toán quá lâu để có thể kiểm tra bằng tay.

Một số định lý là "tầm thường", theo nghĩa là chúng tuân theo các định nghĩa, tiên đề và các định lý khác theo những cách hiển nhiên và không chứa đựng bất kỳ hiểu biết đáng ngạc nhiên nào. Mặt khác, một số định lý có thể được gọi là "sâu", bởi vì các chứng minh của chúng có thể dài và khó, liên quan đến các lĩnh vực toán học khác không liên quan với tuyên bố của chính định lý, hoặc cho thấy các mối liên hệ đáng ngạc nhiên giữa các lĩnh vực toán học khác nhau. Một định lý có thể được phát biểu rất đơn giản nhưng rất sâu sắc. Một ví dụ tuyệt vời cho việc này là Định lý cuối cùng của Fermat, và có nhiều ví dụ khác về các định lý đơn giản nhưng sâu sắc trong lý thuyết số và tổ hợp, và các lĩnh vực khác.
Các định lý khác có chứng minh đã biết mà không thể dễ dàng viết ra. Các ví dụ nổi bật nhất cho việc này là định lý bốn màu và giả thuyết Kepler. Cả hai định lý này chỉ được biết là đúng bằng cách rút gọn chúng thành một tìm kiếm tính toán sau đó được một chương trình máy tính xác minh. Ban đầu, nhiều nhà toán học không chấp nhận hình thức chứng minh này, nhưng bây giờ nó đã được chấp nhận rộng rãi hơn. Nhà toán học Doron Zeilberger thậm chí đã đi xa đến mức tuyên bố rằng đây có thể là những kết quả tầm thường duy nhất mà các nhà toán học đã từng chứng minh. Nhiều định lý toán học có thể được rút gọn thành tính toán đơn giản hơn, bao gồm các nhận dạng đa thức, nhận dạng lượng giác  và các nhận dạng siêu hình học.

## Phân loại
Định lý toán học có thể phân loại theo nhiều tiêu chí khác nhau: theo lĩnh vực (số học, đại số, hình học...), theo mối quan hệ với các định lý khác (định lý thuận, đảo, phản, phản đảo)

## Các định lý toán học nổi tiếng
- Định lý lớn Fermat
- Định lý nhỏ Fermat
- Định lý Viète
- Định lý Brouwer
- Định lý Pytago
- Định lý Thales
- Định lý bất toàn
- Định lý Thales